# Loch Striven
Le loch Striven (gaélique écossais : Loch Sroigheann) est un loch de mer adjacent à la côte ouest de l'estuaire de Clyde, juste au nord de l'île de Bute, où il forme un étroit goulet d'environ 12 km de long qui s'étend au nord dans la péninsule de Cowal. Durant les périodes de récession, le loch a été utilisé comme un mouillage abrité pour les navires désarmés, comme les grands pétroliers.